# Tang Lingsheng
Tang Lingsheng (Lingui, 10 gennaio 1971) è un ex sollevatore cinese campione olimpico che ha gareggiato principalmente nella categoria dei pesi gallo (fino a 59 kg.).

## Biografia
Tang fu convocato per la prima volta per la squadra nazionale cinese di sollevamento pesi in occasione dei Campionati mondiali del 1993 a Melbourne, durante i quali vinse la medaglia di bronzo sollevando 292,5 kg. Nel 1994 vinse la medaglia d'argento ai Giochi asiatici di Hiroshima, mentre ai Campionati mondiali di Istanbul non andò oltre il sesto posto.
Ai Campionati mondiali del 1995 disputati nel suo Paese a Guangzhou non riuscì a salire sul podio, nonostante fosse stato il migliore nello slancio ma avendo già perso posizioni nello strappo, in una competizione che vedeva comunque numerosi atleti partecipanti di alto livello nella categoria dei 59 kg.
Considerati i suoi risultati relativamente scarsi nelle prove di strappo che gli avevano spesso impedito di ottenere piazzamenti più importanti negli anni precedenti, Tang si impegnò per migliorarsi significativamente in questa disciplina in vista delle Olimpiadi di Atlanta del 1996. Grazie a questi miglioramenti riuscì a vincere la medaglia d'oro olimpica sollevando un totale di 307,5 kg., precedendo il greco Leonidas Sabanis ed il bulgaro Nikolaj Pešalov, i quali lo avevano più volte battuto in competizioni precedenti.
Con quel totale di 307,5 kg. sollevati Tang stabilì in quell'occasione un nuovo record mondiale.
Dopo la vittoria alle Olimpiadi di Atlanta 1996 non ottenne più risultati di rilievo nelle competizioni internazionali.